# アルカイ・カサル
アルカイ・カサル（モンゴル語: Arqai Qasar、生没年不詳）とは、13世紀前半にモンゴル帝国に仕えたジャライル部出身の千人隊長の一人。『元朝秘史』や『元史』などの漢文史料では阿児孩合撒児(āérháigĕsāér)、『集史』などのペルシア語史料ではارقای قسار نویان(Arqāi Qasār Nūyān)と記される。

## 概要
『元朝秘史』によると、アルカイ・カサルはジャライル部族のセチェ・ドモクという人物の息子で、兄弟にはバラ・チェルビがいた。セチェ・ドモク、アルカイ・カサル、バラの3名はジャムカと決別した頃のテムジン（後のチンギス・カン）の勢力に帰参し、テムジンの臣下となったアルカイ・カサルはチャウルカン、タガイ・バアトル、スケゲイ・ジェウンらとともに使臣（イルチ）の職を与えられた。『元朝秘史』によると、テムジンはこの4人にイルチの職を任せるに当たって「遠き矢（コラ・コゴチャク）、近き矢（オイラ・オドラ）とこそなれ」と語ったという。この後、早速アルカイ・カサルはチャウルカンとともにジャムカの下に使者（イルチ）として派遣されている。
チンギス・カンと長年同盟関係にあったケレイト部がモンゴルを裏切って奇襲をかけた時（カラ・カルジトの戦い）、モンゴル軍は敗れてバルジュナ湖に逃れざるをえなくなった。この時、アルカイとスケゲイ・ジェウンはチンギス・カンを裏切ったケレイト君主オン・カン、ジャムカらの非道を訴え、自らの正当性を訴えるための使者として派遣された。また、バルジュナ湖で体勢を立て直した後、アルカイ・カサルはジュルチェデイとともにケレイト軍に反攻する際の先鋒に抜擢されている。1203年、チンギス・カンはケレイト部を征服して大勢力となったモンゴル軍の軍制を再編成し、後の千人隊（ミンガン）制度、親衛隊（ケシク）制度の原型を作り上げた。この時、アルカイ・カサルは御帳前軍（親衛千人隊）の長官に任命されている。その後、ナイマン部を征服しモンゴル高原の統一を達成したチンギス・カンは1206年にモンゴル帝国を建国し、同時に国家体制の整備も進めた。この時、1203年に原型の作られたケシクは大幅に規模が拡大されて1万を定員とし、アルカイ・カサルは1千の衛士の長官とされた。
『元朝秘史』や『集史』・『聖武親征録』などが一致して伝える所によると、1215年に金朝の首都中都を攻略したチンギス・カンはシギ・クトクとオングル、アルカイ・カサルの3名に金朝の帑蔵（国庫）を検視するよう命じた。この時、金朝留守のカダはアルカイ・カサルら3名に金幣を差し出し、アルカイ・カサルとオングルは受け取ったが、シギ・クトクは受け取らなかった。後にこの一件を知ったチンギス・カンはシギ・クトクを褒め称え、アルカイ・カサルとオングルらを叱責した。この1件のためか、弟のバラ・チェルビと異なりアルカイ・カサルの子孫について記録はない。